# Qui sait ?
Pour les articles homonymes, voir Qui sait ? (homonymie).
Qui sait ? est une nouvelle fantastique de Guy de Maupassant, d'abord publiée  dans le journal L'Écho de Paris du 6 avril 1890, puis dans le recueil L'Inutile Beauté.

## Résumé
Le narrateur est protagoniste et misanthrope. Il aime la solitude. 
Un jour, alors qu’il revient chez lui, il voit tous ses meubles sortir un à un de sa maison. Il ne dit rien à personne. Peu de temps après, il contacte la police en disant qu’il a été victime d’un vol. Mais un jour, il ne se sent pas bien, il décide donc d’aller voir un docteur. Celui-ci lui conseille de voyager. Il voyagea dans plusieurs pays, puis il arriva en Normandie, et il passa dans une rue de boutiques d’antiquaires. Soudain, il passe devant une des boutiques et voit ses meubles. Il entre, et achète trois de ses chaises. Le lendemain, la police découvre alors que l’antiquaire a disparu, et les meubles aussi. 
Or le seizième jour, il reçoit une lettre de son jardinier, disant que tous ses meubles étaient revenus chez lui, mais il préféra aller dans un asile, isolé de toute personne. Mais il lui reste une peur : celle que l’antiquaire devienne fou et le rejoigne dans l’asile.

## Éditions
- 1890 -  Qui sait ?, dans L'Écho de Paris
- 1890 -  Qui sait ?, dans La Vie populaire du 28 décembre 1890
- 1890 -  Qui sait ?, dans L'Inutile Beauté recueil paru chez l’éditeur Victor Havard.
- 1979 -  Qui sait ?, dans Maupassant, Contes et Nouvelles, tome II, texte établi et annoté par Louis Forestier, éditions Gallimard, Bibliothèque de la Pléiade.